# 釜山日報
釜山日報（プサンにっぽう、朝鮮語: 부산일보、英語: The Busan Ilbo）は、大韓民国釜山広域市で刊行されている日刊新聞。現在は夕刊紙である。

## 歴史
1946年9月10日に、朴洙衡（パク・スヒョン、박수형）によって創刊された。1949年9月16日、金智泰（キム・ジテ、김지태）が釜山日報社を買収し、第2代社長に就任。金は、釜山日報社とともに、自らが開局した釜山文化放送も兼営していたが、1962年5月に、正修奨学会（정수장학회、5・16奨学会の後身）に釜山日報社と釜山文化放送の持分を譲渡し、社長を退任した。
1980年に行われた言論統廃合により、同じく釜山で発行されていた国際新聞を統合し、釜山地域で唯一の日刊紙となった。 その後、1989年に国際新聞が復刊して以降は、両紙は以前と同様の競合関係にある。 現在夕刊紙となっている釜山日報は、2010年に韓国ABC協会が公開した報告書によれば、大韓民国の地方日刊紙の中で最多の発行部数をもっている。
1996年、日本の西日本新聞と協力覚書を結び、以来、研修のために記者を相互に派遣している。
2006年2月8日、第15代社長に金鍾烈（キム・ジョンリョル、김종렬）が就任した。2009年2月11日に20000号を突破。2014年10月1日の社告で、2015年1月1日より朝刊に移行することを発表した。